# مارلين تومسن
مارلين تومسن (بالدنماركية: Marlene Thomsen)‏ هي لاعبة كرة الريشة دنماركية، ولدت في 5 مايو 1971 في فايله في الدنمارك.

## وصلات خارجية
- مارلين تومسن على موقع BWF.tournamentsoftware.com (الإنجليزية)
- مارلين تومسن على موقع BWFbadminton.com (الإنجليزية)
- مارلين تومسن على موقع أوليمبيديا (الإنجليزية)